# Chroustov
Chroustov är en ort i Tjeckien.   Den ligger i regionen Mellersta Böhmen, i den centrala delen av landet, 70 km öster om huvudstaden Prag. Chroustov ligger 249 meter över havet och antalet invånare är 206.
Terrängen runt Chroustov är platt. Runt Chroustov är det ganska glesbefolkat, med 45 invånare per kvadratkilometer. Närmaste större samhälle är Jičín, 16,7 km norr om Chroustov. Trakten runt Chroustov består till största delen av jordbruksmark.